# ヴィクトル・アマデウス (ヘッセン＝ローテンブルク方伯)
ヴィクトル・アマデウス（Victor Amadeus von Hessen-Rotenburg, 1779年9月2日 - 1834年11月12日）は、最後のヘッセン＝ローテンブルク方伯（在位：1813年 - 1834年）、およびコルヴァイ侯（在位：1815年 - 1834年）、ラティボル公（在位：1821年 - 1834年）。

## 生涯
ヘッセン＝ローテンブルク方伯カール・エマヌエルとその妻でリヒテンシュタイン侯フランツ・ヨーゼフ1世の娘であるレオポルディーネの間の一人息子として生まれた。洗礼名は代父で従叔父にあたるサルデーニャ王ヴィットーリオ・アメデーオ3世に因む。ヘッセン＝ローテンブルク家の家領は1806年、宗主であり本家筋のヘッセン選帝侯領と共に、ヴェストファーレン王国領に併合された。
ヴェストファーレン王ジェローム・ボナパルトは、ヴィクトル・アマデウスを有無を言わせず自分の侍従に任命した。ヴィクトル・アマデウスは自分が神聖ローマ皇帝の臣下であるとして、ジェロームに仕えることを拒んだ。ジェロームに圧迫されたヴィクトル・アマデウスは、すぐにジェロームの兄のフランス皇帝ナポレオン1世の直轄領ザンクト・ゴアール（Sankt Goar）に逃亡した。ナポレオンは結局、ヴィクトル・アマデウスをヴェストファーレン王の臣下とする決定を下した。ヴィクトル・アマデウスはカッセルのローテンブルク宮殿に強制送還され、国王に反抗した罰金として3万5000ターラーの大金を納めた。1813年7月10日、ジェロームはヴィクトル・アマデウスを王族の列に連なるプリンツと認め、国王に対する奉仕義務から解放した。ボナパルト家の没落と共に、彼もヘッセン＝ローテンブルク方伯家の家領を回復した。
1821年、ヘッセン選帝侯領で中央集権制・立憲君主制への移行が進められた際、ヴィクトル・アマデウスは選帝侯政府からの協力要請を拒んだ。ヴィクトル・アマデウスは彼本人や彼自身の財産を拘束しない内容のものでない限り、新たな規則は受け入れられないと考えていた。長い交渉の末、ヴィクトル・アマデウスはヘッセン選帝侯領内における自身の権力と財産管理権を選帝侯の政府に譲渡する代わりに、補償として45万ターラーもの大金を受け取ることになった。
ヴィクトル・アマデウスは既に1815年、ライン川沿岸の所領であったザンクト・ゴアールとヘッセン＝ラインフェルス（Hessen-Rheinfels）を、プロイセンに割譲させられていた。その補償として、プロイセン政府は彼にオーバーシュレージエンのラティボル公爵領と、ヴェストファーレン地方の旧コルヴァイ修道院（Corvey）とその付属領からなるコルヴァイ侯領を、完全私有地という形で与えた。この領地は広さ3万4000haの規模を誇った。ヴィクトル・アマデウスは1825年から1833年にかけ、ローテンブルク宮殿の図書館からコルヴァイ修道院宮殿の図書館に3万6000冊もの蔵書を移させた。
ヴィクトル・アマデウスは生涯に3度結婚したが、男子をもうけることは出来なかった。1799年にレオポルディーネ・フォン・フュルステンベルク＝シュテューリンゲンと結婚したが、子供のないまま1812年に死別した。1812年にホーエンローエ＝ランゲンブルク侯カール・ルートヴィヒの娘エリーザベトと再婚したが、エリーザベトは一人娘を死産したのみで、1830年に亡くなった。同じ1830年にヴィクトル・アマデウスはエレオノーレ・フォン・ザルム＝ライファーシャイト＝クラウトハイムと3度目の結婚したが、この妻との間にも子供は授からなかった。1834年にヴィクトル・アマデウスが死ぬと、200年以上の歴史を持つヘッセン＝カッセル家領の分封領「ローテンブルガー・クヴァルト（Rotenburger Quart）」は、本家のヘッセン選帝侯に回収された。
ラティボル公領とコルヴァイ侯領に関しては、2番目の妻エリーザベトの最年長の甥にあたる、ホーエンローエ＝シリングスフュルスト家の侯子ヴィクトルが相続した。